# Morti nel 1587
| Questa pagina contiene informazioni ricavate automaticamente dalle voci biografiche con l'ausilio del template Bio e di un bot. L'aggiornamento è periodico e automatico e ricostruisce completamente la pagina. Se manca una persona in questa lista, sei pregato di non aggiungerla, ma accertati piuttosto che la sua voce biografica contenga il template Bio e che i dati anagrafici siano correttamente compilati. Se il template Bio manca, inseriscilo tu stesso o, in alternativa, metti l'avviso {{tmp\|Bio}} che ne segnala la mancanza. Se i dati riportati sono sbagliati, correggi direttamente la voce biografica; le modifiche saranno visibili in questa lista entro pochi giorni. Per chiarimenti vedi il progetto biografie. La lista contiene solo le 69 persone che sono citate nell'enciclopedia e per le quali è stato implementato correttamente il template Bio. Pagina aggiornata al 18 ago 2025. |

## Gennaio(5)
- 13 gennaio - Orazio Gonzaga, nobile italiano (n. 1545)
- 20 gennaio - Chōsokabe Nobuchika, militare giapponese (n. 1565)
- 21 gennaio - Juraj Drašković, cardinale e arcivescovo croato (n. 1525)
- 25 gennaio - Georg von Kuenburg, arcivescovo cattolico austriaco (n. 1530)
- 28 gennaio - Giovanni Girolamo Manieri, vescovo cattolico italiano

## Febbraio(6)
- 8 febbraio - Maria Stuarda, regina scozzese (n. 1542)
- 9 febbraio - Vincenzo Ruffo, compositore italiano
- 11 febbraio - María de Mendoza y Sarmiento, nobildonna spagnola
- 22 febbraio - Sofia di Brandeburgo-Ansbach, principessa tedesca (n. 1535)
- 26 febbraio - Giovanni Francesco Bonomi, vescovo cattolico italiano (n. 1536)
- 26 febbraio - Maddalena di Lippe, nobildonna tedesca (n. 1552)

## Marzo(5)
- 6 marzo - Álvaro I del Congo, re (n. 1530)
- 12 marzo - Vittoria Bentivoglio, soprano italiana (n. 1555)
- 15 marzo - Caspar Oleviano, teologo e predicatore tedesco (n. 1536)
- 19 marzo - Domenico della Rovere, vescovo cattolico italiano (n. 1518)
- 23 marzo - Charles d'Angennes de Rambouillet, cardinale e vescovo cattolico francese (n. 1530)

## Aprile(3)
- 8 aprile - John Foxe, teologo e storico britannico (n. 1516)
- 11 aprile - Ottaviano Preconio, vescovo cattolico italiano
- 16 aprile - Anne Stanhope, nobile inglese

## Maggio(4)
- 3 maggio - Lelio Orsi, pittore, architetto e disegnatore italiano
- 5 maggio - Giovanni Francesco Gambara, cardinale italiano (n. 1533)
- 17 maggio - Gotthard Kettler, nobile tedesco (n. 1517)
- 18 maggio - Felice da Cantalice, religioso e santo italiano (n. 1515)

## Giugno(5)
- 11 giugno - Hōjō Tsunashige, militare giapponese (n. 1515)
- 11 giugno - Ōtomo Sōrin, militare giapponese (n. 1530)
- 15 giugno - Federico II di Holstein-Gottorp, duca tedesco (n. 1568)
- 21 giugno - Uccialì, ammiraglio ottomano (n. 1519)
- 23 giugno - Ōmura Sumitada, militare giapponese (n. 1533)

## Luglio(3)
- 10 luglio - Shimazu Iehisa, militare giapponese (n. 1547)
- 16 luglio - Date Sanemoto, militare giapponese (n. 1527)
- 28 luglio - Godfried van Mierlo, vescovo cattolico olandese (n. 1518)

## Agosto(4)
- 3 agosto - Niccolò Balbani, teologo italiano (n. 1522)
- 14 agosto - Guglielmo Gonzaga, duca italiano (n. 1538)
- 17 agosto - Filippo Guastavillani, cardinale italiano (n. 1541)
- 29 agosto - Vincenzo Bellavere, compositore italiano

## Settembre(1)
- 25 settembre - Giambattista Fontana, pittore e incisore italiano (n. 1541)

## Ottobre(8)
- 2 ottobre - Andō Chikasue, militare giapponese (n. 1539)
- 9 ottobre - Decio Azzolino il Vecchio, cardinale e vescovo cattolico italiano (n. 1549)
- 17 ottobre - Umberto Locati, vescovo cattolico italiano (n. 1503)
- 19 ottobre - Giovanni Maria Cecchi, commediografo, scrittore e notaio italiano (n. 1518)
- 19 ottobre - Francesco I de' Medici, sovrano italiano (n. 1541)
- 20 ottobre - Bianca Cappello, nobildonna italiana (n. 1548)
- 20 ottobre - Anne de Joyeuse, nobile francese (n. 1560)
- 30 ottobre - Carlo II di Lorena-Vaudémont, cardinale e vescovo cattolico francese (n. 1561)

## Novembre(2)
- 1º novembre - Alfonso d'Este, nobile italiano (n. 1527)
- 14 novembre - Annibale Cappello, presbitero italiano (n. 1540)

## Dicembre(1)
- 5 dicembre - Giacomo Savelli, cardinale e vescovo italiano (n. 1523)

## Senza giorno specificato(22)
- Balthasar de Beaujoyeulx, violinista, compositore e coreografo italiano (n. 1535)
- Pierre Busée, teologo olandese (n. 1540)
- Antonio Campi, pittore, storico e architetto italiano (n. 1524)
- Ferrante Carafa, nobile, militare e letterato italiano (n. 1509)
- Giovanni Battista Cavallara, medico e letterato italiano
- Chōsokabe Chikakazu, militare giapponese
- Vincenzo de' Rossi, scultore italiano (n. 1525)
- Girolamo Donzellini, medico italiano
- Annibale Fontana, scultore, orafo e incisore italiano (n. 1540)
- Kikkawa Motonaga, militare giapponese (n. 1548)
- Andrea Nicolio, storico italiano (n. 1536)
- Gastón de Peralta, nobile spagnolo (n. 1510)
- Francesco Rusticucci, vescovo cattolico italiano
- Satomi Yoshiyori, militare giapponese (n. 1543)
- Leonardo Trucco, vescovo cattolico italiano
- Filippo Venuti, grammatico e linguista italiano (n. 1531)
- Battistina Vernazza, religiosa e scrittrice italiana (n. 1497)
- George Whetstone, drammaturgo inglese (n. 1544)
- Lorenzo Zacchia, pittore e incisore italiano (n. 1524)
- Alonso de Chaves, navigatore, cosmografo e cartografo spagnolo
- Tommaso de' Cavalieri, nobile italiano (n. 1509)
- Jacob Hannibal von Ems zu Hohenems, condottiero, diplomatico e mercenario austriaco (n. 1530)